# Palatul arhiepiscopal din Kroměříž
Palatul arhiepiscopal din Kroměříž (în cehă Arcibiskupský zámek Kroměříž, Zámek Kroměříž, Arcibiskupský zámek, în germană Schloss Kremsier) este un complex de clădiri construite în secolul al XV-lea în stil renascentist, situate în orașul morav Kroměříž din Republica Cehă. Clădirile complexului au servit ca reședință a episcopilor și (din 1777) a arhiepiscopilor de Olomouc. Palatul arhiepiscopal și grădinile au fost înscrise de UNESCO în 1998 pe lista locurilor din patrimoniul mondial.

## Istoric
În anul 1110 teritoriul pe care se află actualul oraș Kroměříž a fost trecut în stăpânirea Episcopiei de Olomouc, iar în anul 1260 episcopul Bruno de Schauenburg (în cehă Bruno ze Schauenburku, în germană Bruno von Schauenburg) a dispus fondarea unei așezări care a și fost numită Kroměříž.

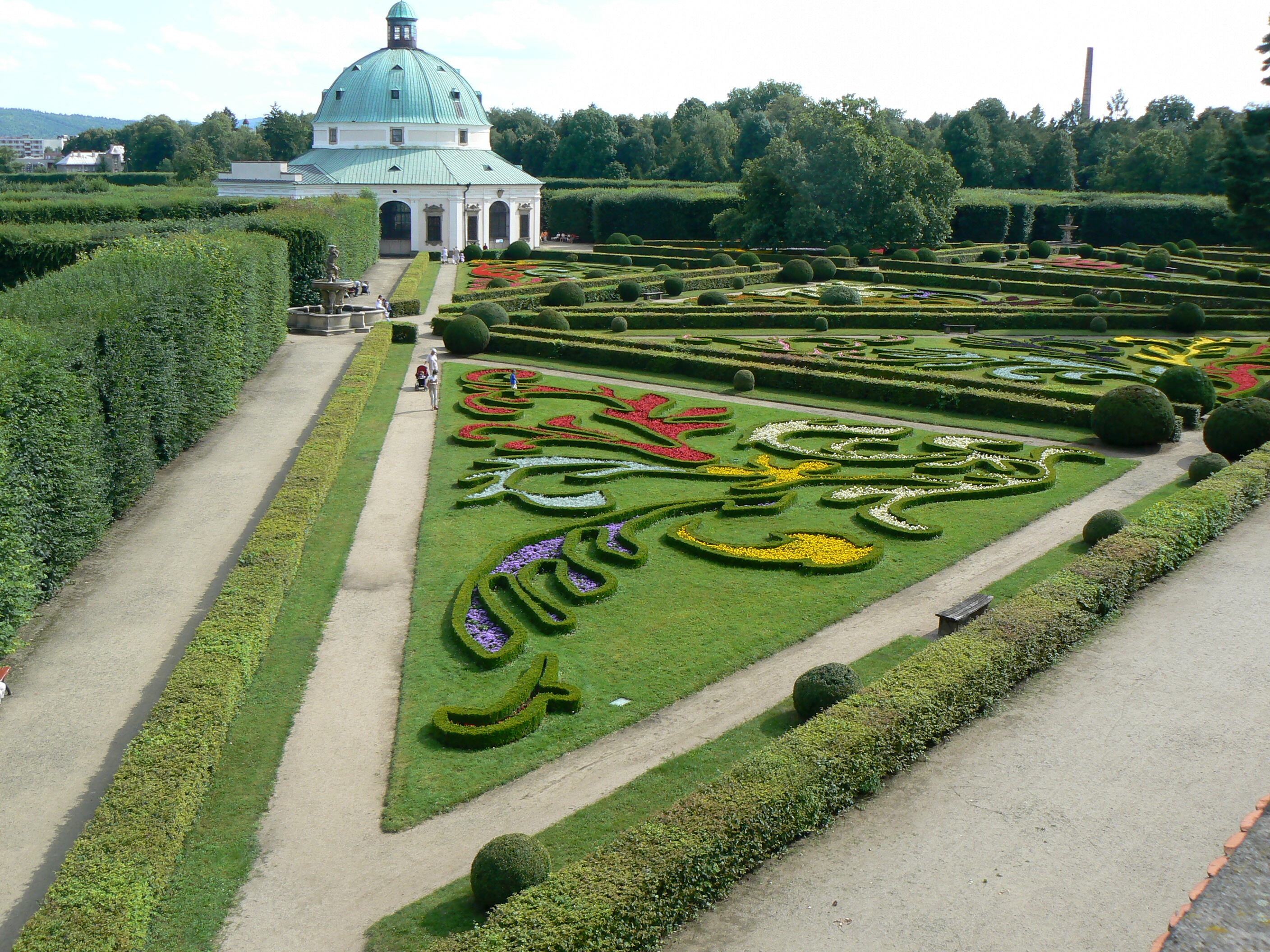
Grădinile Castelului

Prima clădire a fost construită pe acest loc de către episcopul Stanislas Thurzo în 1497. Edificiul era realizat în stil gotic târziu, cu câteva elemente proprii stilului renascentist, și era destul de confortabil potrivit standardelor acelei perioade. Aspectul exterior al clădirii s-a schimbat destul de mult în următoarele secole. Reconstruit în stil renascentist, castelul era format din patru aripi și un turn înalt. Aproximativ în aceeași perioadă au fost amenajate în jurul său câteva grădini și iazuri. Cu toate acestea, în 1643, la sfârșitul Războiului de Treizeci de Ani, castelul și domeniul episcopal au fost devastate și jefuite de armata suedeză.
În anul 1665 episcopul de Olomouc Carol al II-lea ce provenea din puternica familie de Liechtenstein (în germană Karl II von Liechtenstein-Kastelkorn) a dispus restaurarea castelului în stil baroc, rezultând în final un palat manierist (doar partea de jos a turnului a mai rămas din aspectul original al castelului, restul fiind reconstruit până la o înălțime de 84 de metri). Lucrările au fost coordonate de arhitectul italian Filiberto Lucchese, care a amenajat printre altele o grădină de plăcere în fața castelului. După moartea lui Luccese în 1666, Giovanni Pietro Tencalla a continuat lucrările la grădină și a reconstruit palatul pe vechea temelie într-un stil asemănător cu cel al școlii torineze din care provenea. Noua clădire avea trei etaje, cu fațade exterioare decorate cu pilaștri, arcade și rezalite unghiulare.
După ce castelul a fost devastat de un incendiu major ce a avut loc în  martie 1752, episcopul Maximilian Reichsgraf von Hamilton le-a solicitat artiștilor imperiali Franz Anton Maulbertsch și Josef Stern să restaureze clădirea și să decoreze sălile palatului cu lucrările lor. În afară de picturile lor, palatul adăpostește încă o colecție de artă, în general, considerată a doua ca valoare artistică din țară, în care se află ultimul tablou mitologic al lui Tițian, Pedepsirea lui Marsyas. Cea mai mare parte a colecției a fost achiziționată de către episcopul Karel la Köln în 1673. Palatul conține, de asemenea, o arhivă muzicală remarcabilă și o bibliotecă de 33.000 de volume.
În anul 1777 palatul de la Kroměříž a devenit reședința oficială a arhiepiscopilor romano-catolici de Olomouc.

## Arhitectură

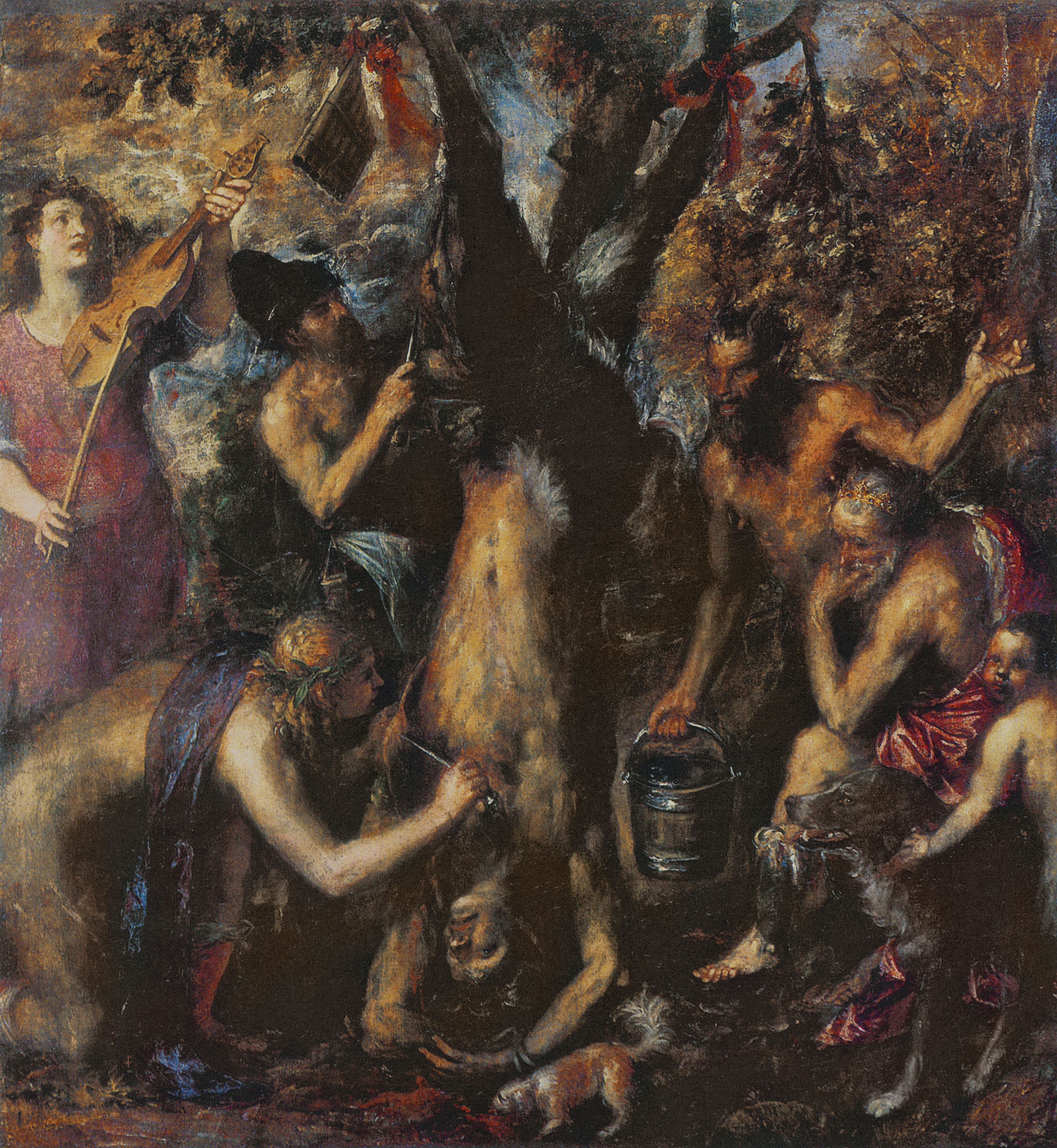
Jupuirea lui Marsyas, o pictură târzie a lui Tiziano Vecellio (Tițian) se află în Galeria Castelului din Kroměříž

UNESCO a înscris palatul și grădina în lista locurilor din patrimoniul mondial. Așa cum explică dosarul de nominalizare, „castelul este un exemplu bun, dar nu remarcabil al unui tip de reședință aristocratică sau princiară care a supraviețuit pe scară largă în Europa. Grădina de plăcere, în schimb, este un exemplu foarte rar și în mare parte intact al unei grădini baroce”. În afară de parterurile formale există și o grădină englezească mai puțin formală din secolul al XIX-lea, care a suferit pagube în timpul inundațiilor din 1997.

### În cultura populară
Spațiile interioare ale palatului au fost intens folosite de Miloš Forman ca decor interior pentru Palatul Imperial Hofburg din Viena în timpul filmărilor la Amadeus (1984), Amadeus (1984), film inspirat din viața lui Wolfgang Amadeus Mozart, care de fapt nu a vizitat niciodată palatul Kroměříž. Sala de audiență principală a fost, de asemenea, utilizată în filmul Nemuritoare iubită (1994), în scena concertului de pian.

## Legături externe
- Photographs of Kroměříž Castle
- QTVR virtual tour of Kromeriz
- unofficial pages of Kroměříž Castle and gardens Arhivat în 11 decembrie 2020, la Wayback Machine.